# Yoann Kongolo
Yoann Bernard Kongolo (ur. 11 września 1987 w Lozannie) – szwajcarski karateka, bokser oraz kick-boxer malijskiego pochodzenia, wielokrotny medalista mistrzostw świata w koshiki karate-do. Jako kick-boxer dwukrotny mistrz Szwajcarii (2009–2010), mistrz Europy organizacji WKN (2012) oraz trzykrotny mistrz Szwajcarii w boksie tajskim (2009–2010). Od 2015 związany z kick-boxerską organizacją GLORY.

## Kariera sportowa

### Kick-boxing
Kongolo jest utytułowanym karateką stylu koshiki karate-do. W jego dorobku są medale mistrzostw świata, Europy oraz krajowe. Do najważniejszych z nich można zaliczyć srebro oraz brąz mistrzostw świata z 2004 oraz dwukrotnie srebrny medal również podczas mistrzostw świata w 2007. Od 2009 skupia się głównie na kick-boxingu i dyscyplinach pokrewnych takich jak muay thai. W 2013 został mistrzem Europy World Kickboxing Network wagi superśredniej pokonując w mistrzowskim pojedynku Słoweńca Mirana Fabjana. W styczniu 2014 zmierzył się o interkontynentalne mistrzostwo WKN jednak uległ ówcześnie Włochowi Roberto Cocco na punkty.
Po dobrych występach w 2014 (m.in. pokonaniu Francuza Cédrica Doumbé czy Brytyjczyka Jamiego Batesa) dostał angaż w GLORY. W debiucie dla niej 5 czerwca 2015 zmierzył się w rewanżu z Doumbé, ponownie go pokonując na punkty. W latach 2015–2017 notował zwycięstwa m.in. nad Harutem Grigorianem, Karimem Benmansourem czy Yohanem Lidonem oraz porażki m.in. Karimem Ghajjim, Niekym Holzkenem (o pas GLORY wagi półśredniej), Murthelem Groenhartem czy w kolejnym rewanżu z Doumbé. 20 stycznia 2017 wygrał turniej pretendentów GLORY wagi półśredniej. 4 sierpnia 2018 przegrał jednogłośnie na punkty w rewanżu z Yohanem Lidonem. Stawką pojedynku było bronione przez Francuza mistrzostwo świata federacji WKN.

### Boks
W 2014 zawodowo zadebiutował w boksie. W sumie w latach 2014-2017 zanotował siedem zwycięstw bez żadnej porażki. 26 sierpnia 2017 zdobył pas WBC International Silver w wadze półciężkiej, pokonując Rosjanina Sałambieka Bajsangurowa na punkty. 4 listopada 2017 pokonał Bośniaka Enesa Zecirevic jednogłośnie na punkty zostając mistrzem Unii Europejskiej federacji EBU–EE w wadze półciężkiej.
27 stycznia 2018 w Rydze obronił tytuł WBC International Silver pokonując jednogłośnie na punkty Łotysza Andrejsa Pokumeiko. 25 maja 2018 przegrał swoją pierwszą zawodową walkę w boksie, ulegając większościową decyzją Francuzowi Doudou Ngumbu.

## Osiągnięcia[11]
Karate:
- 2004: Mistrzostwa Szwajcarii Koshiki Karate-do – 1. miejsce w kat. ciężkiej, kumite
- 2004: Mistrzostwa Szwajcarii Koshiki Karate-do – 3. miejsce w kat. otwartej, kumite
- 2004: Mistrzostwa Niemiec Koshiki Karate-do – 1. miejsce, kumite
- 2004: Mistrzostwa Niemiec Koshiki Karate-do – 3. miejsce, kata
- 2004: Mistrzostwa Europy Koshiki Karate-do – 2. miejsce, kumite
- 2004: Mistrzostwa Świata Koshiki Karate-do – 2. miejsce w kat. ciężkiej juniorów, kumite
- 2004: Mistrzostwa Świata Koshiki Karate-do – 3. miejsce w kat. ciężkiej juniorów, kata
- 2005: Otwarte Mistrzostwa Malezji Koshiki Karate-do – 1. miejsce w kat. ciężkiej juniorów, kumite
- 2005: Otwarte Mistrzostwa Malezji Koshiki Karate-do – 1. miejsce w kat. ciężkiej seniorów, kumite
- 2005: Otwarte Mistrzostwa Malezji Koshiki Karate-do – 2. miejsce w kat. ciężkiej seniorów, kata
- 2005: Otwarte Mistrzostwa Malezji Koshiki Karate-do – 1. miejsce drużynowo, shiai kumite
- 2006: Mistrzostwa Niemiec Koshiki Karate-do – 1. miejsce w kat. ciężkiej, kumite
- 2007: Mistrzostwa Świata Koshiki Karate-do – 2. miejsce w kat. ciężkiej seniorów, kumite
- 2007: Mistrzostwa Świata Koshiki Karate-do – 2. miejsce drużynowo, kata bunkai kumite
- 2009: Puchar Świata Koshiki Karate-do – 3. miejsce, kata
- 2009: Puchar Świata Koshiki Karate-do – 3. miejsce, kata bunkai kumite
- 2010: Puchar Świata Koshiki Karate-do – 4. miejsce, kata bunkai kumite
- 2011: Otwarte Mistrzostwa Afryki Koshiki Karate-do – 1. miejsce w kat. ciężkiej, kumite
- 2011: Otwarte Mistrzostwa Afryki Koshiki Karate-do – 1. miejsce w kat. ciężkiej, kata

Kick-boxing / Muay Thai:

66 zwycięstw – 10 porażek – 0 remis – 0 no contest
- 2009: Mistrzostwa Szwajcarii w boksie tajskim – 1. miejsce w kat. -81 kg, B-klasa
- 2009: Mistrzostwa Szwajcarii w boksie tajskim – 1. miejsce w kat. -81 kg, B-klasa
- 2009: Mistrzostwa Szwajcarii w kick-boxingu – 1. miejsce, B-klasa
- 2010: Mistrzostwa Szwajcarii w boksie tajskim – 1. miejsce w kat. -81 kg, A-klasa
- 2010: Mistrzostwa Szwajcarii w kick-boxingu – 1. miejsce, A-klasa
- 2012–2013: mistrz Europy WKN w wadze superśredniej (-79,4 kg)
- 2016: Glory Welterweight Contender Tournament – finalista turnieju wagi półśredniej (-77 kg)
- 2017: Glory Welterweight Contender Tournament – 1. miejsce w turnieju wagi półśredniej

Boks:

11 zwycięstw – 1 porażka – 0 remisów – 0 no contest
- 2017: mistrz WBC International Silver w wadze półciężkiej
- 2017: mistrz EBU–EE w wadze półciężkiej[12]